# 藤原顕業
藤原 顕業（ふじわら の あきなり、寛治4年（1090年） - 久安4年5月14日（1148年6月2日））は、平安時代後期の貴族。藤原北家真夏流（大福寺流）、右少弁・藤原俊信の長男。官位は正三位・参議。

## 経歴
白河院政期中盤の天永2年（1111年）文章得業生に補せられ、永久3年（1115年）対策に及第し、翌永久4年（1116年）六位蔵人となる。のち、左衛門少尉（検非違使尉）を兼ね、元永2年（1119年）従五位下・宮内少輔に叙任された。
勘解由次官を経て、天治2年（1125年）従五位上・丹後権介に叙任されて地方官に転じる。任期を終えて帰京後の大治5年（1130年）鳥羽院の判官代を務め、大治6年（1131年）正五位下に昇叙された。
長承元年（1132年）左少弁に遷ると、長承3年（1134年）従四位下・右中弁、保延3年（1137年）左中弁、保延4年（1138年）従四位上次いで正四位下と弁官を務めながら順調に昇進する。保延5年（1139年）には春宮・躰仁親王の学士も兼ね、永治元年（1141年）躰仁親王が即位（近衛天皇）すると、学士の功労により従三位・参議兼左大弁に叙任されて公卿に列した。
議政官として引き続き弁官（左大弁）を兼帯する一方、天養元年（1144年）には式部大輔を兼ねて文人官僚の筆頭となる。久安4年（1148年）正月に大弁の労により正三位に至るが、5月11日に出家し、14日に薨去。享年59。

## 官歴
『公卿補任』による。
- 嘉祥元年（1106年） 5月20日：給穀倉院料
- 天永2年（1111年） 12月30日：文章得業生
- 天永3年（1112年） 正月26日：越前大掾
- 永久3年（1115年） 10月22日：昇殿。11月21日：献策。12月18日：木工助
- 永久4年（1116年） 7月21日：六位蔵人
- 永久5年（1117年） 正月19日：左衛門少尉
- 永久6年（1118年） 正月18日：蒙使宣旨
- 元永2年（1119年） 正月5日：叙爵（蔵人）。正月24日：筑前権守。11月27日：宮内少輔
- 保安3年（1122年） 12月22日：勘解由次官
- 天治2年（1125年） 正月6日：従五位上（策）。正月28日：丹後権介
- 大治5年（1130年） 10月9日：院判官代
- 大治6年（1131年） 正月5日：正五位下（策）
- 長承元年（1132年） 12月25日：左少弁
- 長承3年（1134年） 2月22日：右中弁。4月2日：従四位下（策）。11月26日：兼文章博士
- 長承4年（1135年） 正月28日：越中権介
- 保延3年（1137年） 10月6日：左中弁
- 保延4年（1138年） 正月5日：従四位上（中弁労）。5月：氏院別当。10月14日：正四位下（行幸石清水賀茂行事賞）
- 保延5年（1139年） 正月24日：備中権介（装束使労）。8月17日：兼東宮学士（春宮・躰仁親王）
- 永治元年（1141年） 12月2日：左大弁。12月7日：停学士（依受禅也）。12月13日：参議（坊学士労）、弁博士如元。12月26日：従三位（坊官賞）
- 永治2年（1142年） 正月23日：兼周防権守
- 天養元年（1144年） 12月18日：兼式部大輔
- 久安4年（1148年） 正月5日：正三位（大弁労）。5月11日：出家。5月14日：薨去

## 系譜
注記のないものは『尊卑分脈』による。
- 父：藤原俊信
- 母：菅原是綱の娘
- 妻：大江有継の娘
  - 男子：藤原俊業
- 妻：大江有経の娘
  - 男子：藤原俊経（1113-1191）
- 生母不詳の子女
  - 男子：藤原基業
- 養子女
  - 男子：藤原俊憲（1122-1167）[1] - 実は藤原通憲（信西）の子
  - 男子：顕厳 - 実は中原広忠の子